# Palazzo di Marselisborg
Il palazzo di Marselisborg (in danese Marselisborg Slot) è una residenza della famiglia reale danese situata ad Aarhus. Il palazzo è situato in un parco in parte chiuso e collegato alla residenza e in parte aperto al pubblico. Costruito nel 1899, è stato terminato nel 1902.

## Storia
Nel 1661, il re Federico III vendette la tenuta a Gabriel Marselis, un creditore olandese. Uno dei figli del mercante, Constantin Marselis, si stabilì nella regione di Aarhus ed elevò la tenuta a baronia, chiamandola Marselisborg ("Castello di Marselis"). La proprietà cambiò più volte fino al 1896, quando fu acquistata dalla città di Aarhus. Il castello fu costruito tra il 1899 e il 1902 da Hack Kampmann e donato come regalo di nozze al principe Cristiano e alla principessa Alessandrina, diventando la residenza estiva del re.
Il castello fu venduto alla principessa Margherita e al principe Henri dal re Federico IX nel 1967. Da allora è la residenza estiva della Regina e viene occupato anche a Pasqua e a Natale.

## Il Parco
Il palazzo è situato in un parco di 130000 m² noto come Slotshaven ("Parco del Palazzo"). Il parco è stato progettato dall'architetto Christian Diedrichsen nel tradizionale stile paesaggistico inglese, con ampi prati punteggiati da piccoli stagni, gruppi di alberi e pendii ricoperti di arbusti. Vi sono un roseto e un giardino di erbe aromatiche e il paesaggio è costellato di sculture d'arte.
Il parco e i giardini sono aperti al pubblico quando la Regina e la famiglia reale non sono in residenza, mentre il palazzo stesso non è mai aperto al pubblico. Quando la famiglia reale è in residenza, a mezzogiorno si svolge la cerimonia del cambio della guardia. I cancelli principali sono l'unica entrata e uscita del palazzo e del parco.